# Giovanni Villata
Giovanni Villata (Milano, 29 dicembre 1777 – Vicenza, 23 novembre 1843) è stato un generale italiano, attivo durante il periodo delle guerre napoleoniche.

## Biografia

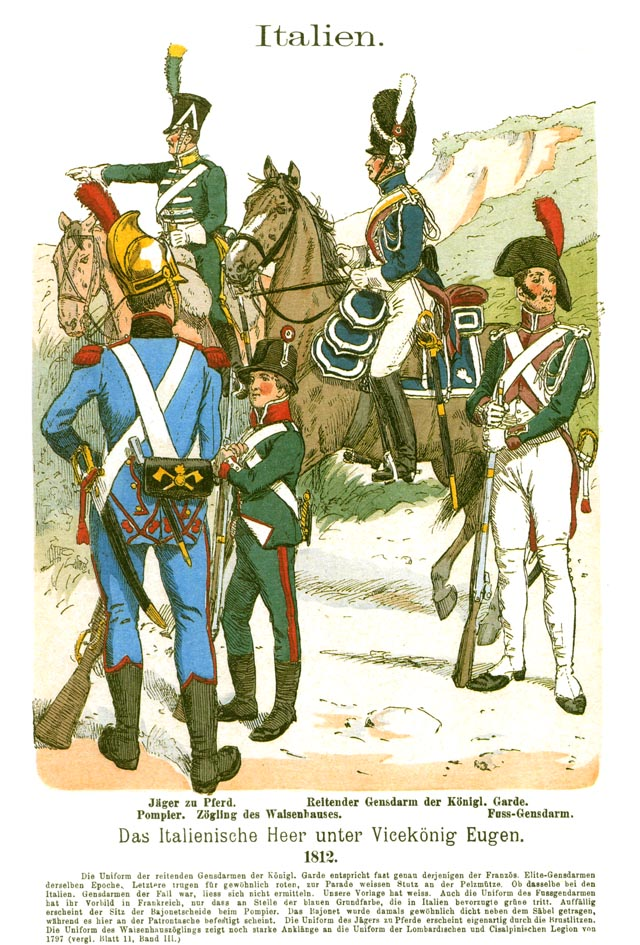
Cacciatore a cavallo (in alto a sinistra) dell'Esercito del Regno d'Italia (1805-1814) all'epoca della campagna di Russia (1812)

Figlio del magistrato Guido e di Marianna Giulia Dal Pozzo e membro di una famiglia di antiche tradizioni militari, iniziò la propria carriera nell'esercito imperiale austriaco come cadetto dei dragoni. Promosso tenente dopo meno di un anno, prese parte alla campagna del 1796-1797 contro l'Armata d'Italia del generale Napoleone Bonaparte, dimettendosi dal servizio imperiale nel maggio 1798.
All'istituzione della Repubblica Cisalpina entrò nel suo esercito, col grado di tenente, inquadrato inizialmente nel 1º Reggimento Dragoni e poi nel 2º Reggimento Ussari, prestando anche servizio come addetto di stato maggiore prima del colonnello Lahoz, aiutante di campo del generale Buonaparte, e poi, promosso capitano, al seguito del generale Fantuzzi.
Nel 1802 partecipò come rappresentante militare alla Consulta di Lione che proclamò la nascita della Repubblica Italiana, al servizio della quale venne promosso a Capo squadrone prima nel 1º Reggimento Ussari e poi nella Guardia presidenziale.
Con la proclamazione del Regno d'Italia, Villata proseguì nella sua carriera, venendo nominato nel 1807 aiutante di campo del viceré Eugenio di Beauharnais. Nello stesso anno prese parte inquadrato nella Divisione Pino alla Campagna di Pomerania col grado di Capo squadrone nel 1º Reggimento cacciatori a cavallo, del quale assunse il comando col grado di colonnello l'anno successivo.
Dal 1808 al 1810 fu impegnato nella Campagna di Catalogna; comandò il reggimento dei Cacciatori Reali, partecipano ai combattimenti di Valls (25 febbraio 1809), Tarraxa (23 marzo 1809), Bisbal (dicembre 1809), Boriasblancas e Tarega (20 dicembre 1809), venendo nominato Barone del Regno il 7 febbraio 1810. Promosso al grado di generale di brigata il 27 ottobre 1810, assunse il comando effettivo di una brigata di cavalleria all'inizio dell'anno successivo.
Nel 1812, partecipò alla campagna di Russia, comandando la 3ª Brigata cacciatori a cavallo della Divisione Pino, composta dal 2º Reggimento cacciatori a cavallo Principe Reale e dal 3º Reggimento cacciatori a cavallo, prestando servizio con distinzione nei combattimenti di Vitebsk, Wiclitz e Czernaja (13 ottobre 1812).
Nel 1813, al ritorno dalla campagna di Russia, divenne il comandante militare del dipartimento del Rubicone e della 4ª Divisione Militare, impegnandosi nella difesa della costa adriatica contro le incursioni navali britanniche.
Nel 1814 prese parte alla campagna contro gli austriaci sotto il comando del generale Carlo Zucchi, comandando una brigata a Mantova, partecipando allo scontro di Borgoforte (31 marzo 1814) e distinguendosi nella presa di Guastalla.
Alla caduta di Napoleone rientrò nell'Esercito imperiale austriaco col grado di maggior generale di cavalleria, vedendosi anche confermato il titolo di Barone col predicato di von Villatburg.. Partecipò alla campagna d'Alsazia del 1815 al comandando di una brigata di fanteria, distinguendosi nell'assedio di Belfort. Ritiratosi dal servizio attivo nel 1826, dal 1840 ricevette il titolo onorifico di Inhaber (Colonnello proprietario) del Reggimento corazzieri Nº2.
Il fratello Francesco (1781-1842) servì anche egli nella cavalleria del Regno d'Italia, anche agli ordini del fratello maggiore come comandante di squadrone nel 1º Reggimento Cacciatori a Cavallo, ed anche egli transitò nel 1814 nell'esercito austriaco, raggiungendo nel 1835 il grado di Feldmarschallleutnant ed il comando della zona militare del Tirolo e del Vorarlberg nel 1845.